# 321国道
321国道（“国道321线”、“G321”、广成公路）是在中国的一条国道，起点为广东广州，终点为四川成都的国道。
这条国道经过广东、广西、贵州和四川4个省份。

## G321广东段改线工程

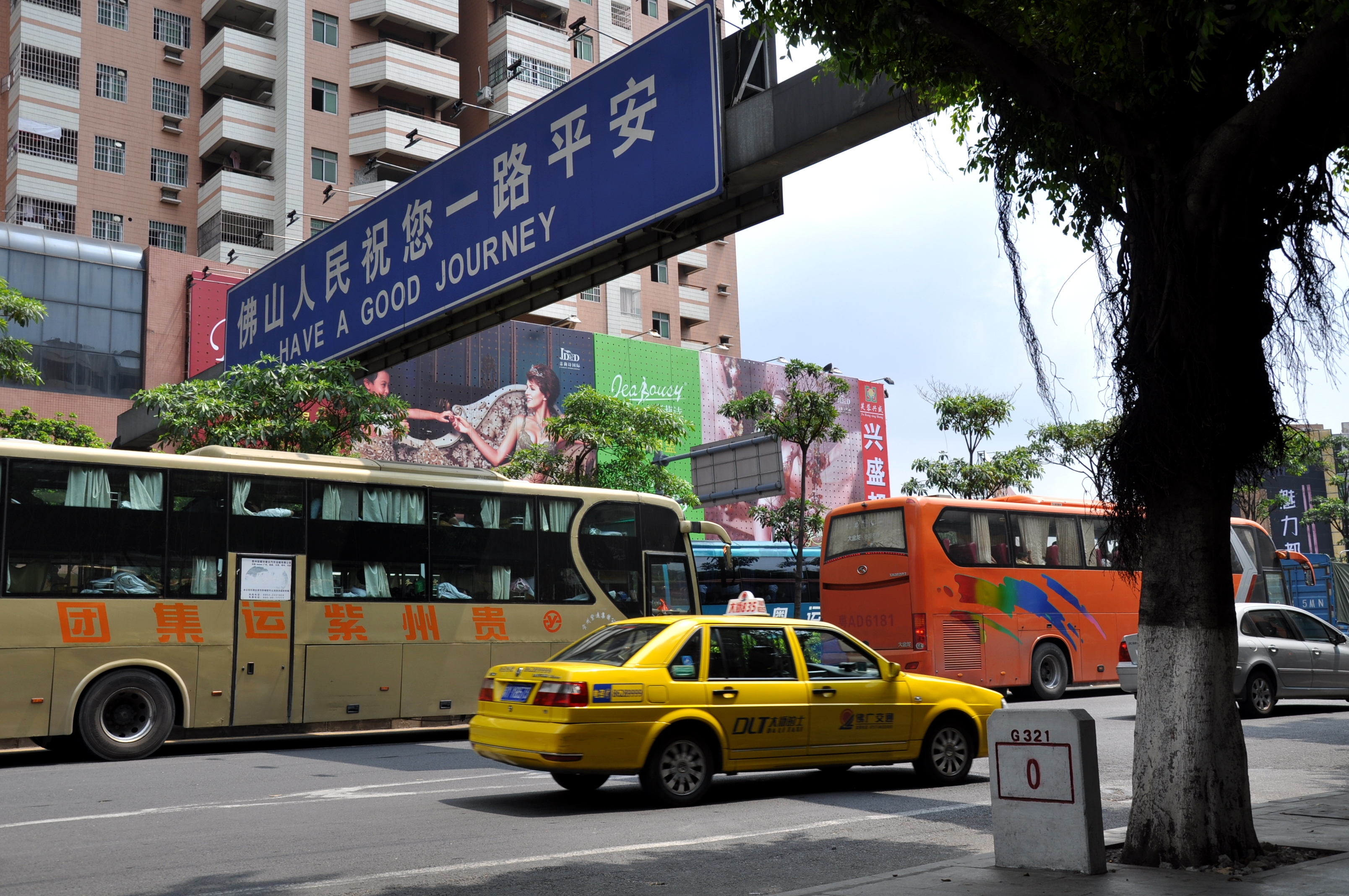
321国道原起点位于广州市与佛山市交界处的滘口

### 项目详情
长期以来，G321、G325等国道都是从佛山市中心城区穿过，给佛山市区尤其是禅城区、顺德区和三水区带来了很大的交通压力，尤其是国道车流量超过设计承受能力，不利于城区交通疏解。佛山市提出的“利用既有线路将G321、G325佛山段迁至区域边界”方案，于2011年9月5日获广东省交通运输厅批复。按省厅要求，原线路将降级为省道。相应道路标志、标线亦将在半年内更换。目前原G321线广州芳村滘口至佛山南海大沥段及原G325线南海大沥至顺德龙江段新编为省道121线（S121），原G321线南海大沥至三水西南段编入省道263线（S263）。
根据改线方案，321国道佛山市南海区滘口（K0+000）——三水区西南（K41+717）段将从现有位置北迁至佛山一环北线路段。起点改为广州市白云区鸦岗大道与华南快速干线三期相接处。具体路线如下：
鸦岗大道（广州市）——广和大桥（佛山市）——佛山一环里水立交——佛山一环官窑立交——南海东西二线——新沙大桥——石湖州立交——广茂铁路跨线桥（接原线路）。新线路全长39.92公里。
2019年又改线至花都四角围。

### 相关高速公路
- 華南快速幹線
- 广清高速公路
- 佛山市一环高速公路
- 广州西二环高速公路
- 广佛高速公路
- 广三高速公路

## 里程
| 城市名                       | 距起点距离（km） |
| 广东省广州市                 | 0                |
| 广东省佛山市三水区           | 45               |
| 广东省肇庆市                 | 110              |
| 广东省德庆县                 | 232              |
| 广东省封开县                 | 291              |
| 广西壮族自治区梧州市         | 314              |
| 广西壮族自治区蒙山县         | 501              |
| 广西壮族自治区荔浦市         | 543              |
| 广西壮族自治区阳朔县         | 583              |
| 广西壮族自治区桂林市         | 648              |
| 广西壮族自治区龙胜各族自治县 | 750              |
| 广西壮族自治区三江侗族自治县 | 815              |
| 贵州省从江县                 | 922              |
| 贵州省榕江县                 | 999              |
| 贵州省三都水族自治县         | 1114             |
| 贵州省丹寨县                 | 1147             |
| 贵州省都匀市                 | 1198             |
| 贵州省惠水县                 |                  |
| 贵州省安順市                 |                  |
| 贵州省普定县                 |                  |
| 贵州省织金县                 |                  |
| 贵州省黔西县                 |                  |
| 贵州省大方县                 |                  |
| 贵州省毕节市                 |                  |
| 四川省叙永县                 |                  |
| 四川省泸州市纳溪区           |                  |
| 四川省泸州市                 |                  |
| 四川省泸县                   |                  |
| 四川省隆昌县                 |                  |
| 四川省内江市                 |                  |
| 四川省资中县                 |                  |
| 四川省资阳市                 |                  |
| 四川省简阳市                 |                  |
| 四川省成都市                 |                  |